# 9월 17일
9월 17일은 그레고리력으로 260번째(윤년일 경우 261번째) 날에 해당한다.

## 사건
- 253년 - 금관가야에서 마품왕이 제3대 왕으로 즉위.
- 1939년 - 제2차 세계 대전: 소련군, 폴란드를 침공하다.
- 1940년 - 중화민국 충칭에 주둔해 있던 대한민국 임시정부가 한국 광복군의 창설을 선언하였다.
- 1946년 - 한국 군정기: 수도경찰청 발족(청장 장택상)
- 1947년 - 제2차 유엔 총회 정기 회의 한국 문제 정식 상정하였다. 결국 같은 해 11월 14일 '남북 총선거안'을 유엔 총회 결의 제112호로서 채택(찬성 43 반대 0, 기권6)하였다.
- 1959년 - 제14호 태풍 사라가 한반도의 남부 지방을 강타하다.(9.15-18. 사망 849명. 부상 2천553명)
- 1978년 - 대한민국, 소련군 침공 후 들어선 아프가니스탄 친소 정부와 단교
- 1980년 - 대한민국 제5공화국: 계엄사 보통군법회의, 김대중에 내란음모 혐의로 사형 선고.
- 1988년 - 제24회 서울 하계 올림픽 개막.
- 1989년 -
  - 대한민국 노태우 대통령, 서울평화상 제정 발표.
  - 모래재 버스 추락 사고가 일어났다.
- 1991년 - 대한민국, 라트비아, 리투아니아, 마셜 제도, 미크로네시아 연방, 에스토니아, 조선민주주의인민공화국, 유엔 가입
- 1992년 - 제8차 남북고위급회담, 평양서 개최
- 2002년 - 제7차 남북군사실무회담 및 남북철도, 도로 연결 실무협의회 종료, DMZ 군사보장합의서 공식 발효
- 2003년 - 제8차 남북군사실무회담에서 '동·서해지구 남북관리구역 임시도로통행의 군사적 보장 위한 잠정합의서의 보충합의서' 채택
- 2011년 - 대한민국 최초의 예비군 특전부대가 대한민국 55향토보병사단에서 창설되었다.
- 2012년 - 태풍 산바가 대한민국에 북상하여 전국에 많은 피해를 입혔다.

## 문화
- 1983년 - 바네사 윌리엄스, 흑인 최초로 미스 아메리카에 선발
- 1988년 - 1988년 하계 올림픽이 대한민국 서울에서 개막하였다.
- 2000년 - 중화인민공화국 충칭의 대한민국 임시 정부 청사, 복원 마치고 개관.
- 2007년 - YTN 사이언스TV 개국.
- 2021년 - 넷플릭스 드라마 오징어 게임 첫 공개.

## 탄생
- 879년 - 프랑스의 군주 샤를 3세. (~929년)
- 1522년 - 제233대 로마의 교황 교황 바오로 5세. (~1621년)
- 1730년 - 미국 독립 전쟁에 참전한 프로이센의 군인 프리드리히 빌헬름 폰 슈토이벤. (~1794년)
- 1743년 - 프랑스의 정치인 니콜라 드 콩도르세. (~1794년)
- 1826년 - 독일의 수학자 베른하르트 리만. (~1866년)
- 1880년 - 미국의 정치인 베일 피트먼. (~1964년)
- 1895년 - 덴마크의 공주 덴마크 공주 마르가레트. (~1992년)
- 1896년 - 대한민국의 독립운동가 이우석. (~1994년)
- 1897년 - 중화민국의 장군 장간. (~1959년)
- 1914년
  - 북한의 정치인 최덕신. (~1989년)
  - 일본의 정치인 가네마루 신. (~1996년)
- 1917년 - 독일의 작곡가 윤이상. (~1995년)
- 1925년 - 일본의 야구 선수, 해설·평론가 스기시타 시게루. (~2023년)
- 1926년
  - 헝가리의 피겨스케이팅 선수 케케시 안드레아. (~2024년)
  - 프랑스의 추기경 장마리 뤼스티제. (~2007년)
- 1931년
  - 일본의 작가 소노 아야코. (~2025년)
  - 미국의 배우 앤 밴크로프트. (~2005년)
- 1932년 - 미국의 소설가 프레드 스테워트. (~2007년)
- 1937년 - 미국의 야구 선수 올랜도 세페다. (~2024년)
- 1939년
  - 대한민국의 권투 선수 김기수. (~1997년)
  - 미국의 법학자 데이비드 사우터. (~2025년)
- 1945년 - 미국의 전 농구 선수 필 잭슨.
- 1950년 - 인도의 총리 나렌드라 모디.
- 1952년 - 대한민국의 바둑 기사 장수영.
- 1953년
  - 대한민국의 소설가, 정치인 김한길.
  - 미국의 농구인 주니어 브리지먼. (~2025년)
- 1954년 - 대한민국의 기업인 홍석준.
- 1955년 - 미국의 성우, 배우 찰스 마티네이.
- 1960년 - 대한민국의 공기업인 김태호.
- 1962년
  - 오스트레일리아의 영화감독 배즈 루어먼.
  - 대한민국의 법조인, 정치인 조응천.
- 1963년
  - 대한민국의 경찰 출신 정치인 서범수.
  - 대한민국의 정치인 김우룡.
- 1965년
  - 미국의 영화감독 브라이언 싱어.
  - 대한민국의 국회의원, 법조인 정미경.
  - 미국의 배우 카일 챈들러.
  - 대한민국의 의원 김대현.
  - 일본의 게임 개발자 나카 유지.
- 1966년 - 대한민국의 소설가, 작가 정지우.
- 1967년
  - 미국의 야구 선수 짐 애벗.
  - 미국의 권투 선수 마이클 카바할.
- 1968년
  - 스페인의 축구 감독 티토 빌라노바. (~2014년)
  - 미국의 가수 아나스타시아.
- 1969년
  - 대한민국의 영화감독, 작가 장항준.
  - 대한민국의 배우 안신우.
  - 아일랜드의 스누커 선수 켄 도허티.
- 1972년 - 대한민국의 아나운서, 방송인 김현욱.
- 1973년 - 미국의 권투 선수 데이비드 리드.
- 1974년 - 대한민국의 심리상담가 신지현.
- 1977년
  - 캐나다의 종합격투기 선수 데니스 강.
  - 이탈리아의 축구 선수 시모네 페로타.
- 1978년 - 대한민국의 레이싱 모델 강현주.
- 1979년
  - 미국의 배우 빌리 밀러. (~2023년)
  - 대한민국의 가수 최운정.
- 1980년 - 대한민국의 배우 한희.
- 1982년 - 대한민국의 베이스연주가 김엘리사.
- 1983년
  - 대한민국의 아나운서 양승은.
  - 대한민국의 야구 선수 허웅.
- 1984년
  - 대한민국의 배우 오은호.
  - 대한민국의 사회운동가 김지윤.
- 1985년
  - 대한민국의 배우 박재철.
  - 대한민국의 기업인 백종윤.
  - 대한민국의 야구 선수 김다원.
  - 일본의 가수 키타야마 히로미츠 (Kis-My-Ft2).
  - 체코의 테니스 선수 토마시 베르디흐.
- 1986년
  - 일본의 성우 마츠오카 요시츠구.
  - 스코틀랜트의 싱어송라이터, 음반 프로듀서 소피.
- 1987년 - 일본의 성우 타츠미 유이코.
- 1988년 - 대한민국의 가수 송희.
- 1989년
  - 대한민국의 배우 전성초.
  - 대한민국의 전 야구 선수 서상우.
  - 대한민국의 만화가 무적핑크.
- 1990년 - 대한민국의 축구 선수 홍철.
- 1991년
  - 일본의 성우 코토부키 미나코.
  - 캐나다의 배우 미나 마수드.
  - 대한민국의 골프 선수 안병훈.
- 1992년 - 대한민국의 축구 선수 신창무.
- 1993년
  - 일본의 배우 히로세 사토코.
  - 대한민국의 바둑 기사 한태희.
- 1994년 - 대한민국의 배우 나인우.
- 1995년
  - 대한민국의 배우 남지현.
  - 대한민국의 가수 유아 (오마이걸).
  - 일본의 배우, 아이돌 야마구치 마호.
- 1996년
  - 대한민국의 가수 영재 (GOT7).
  - 대한민국의 종합격투기 선수 박정은.
  - 영국의 배우 엘라 퍼넬.
  - 대한민국의 배우 김지인.
  - 프랑스의 자동차 경주 선수 에스테반 오콘.
- 1997년
  - 미국의 아이스하키 선수 오스턴 매슈스.
  - 중국의 배우, 모델 관샤오퉁.
- 1998년
  - 대한민국의 가수 김동현 (AB6IX, MXM).
  - 대한민국의 골프 선수 김성현.
  - 대한민국의 리그 오브 레전드 프로게이머 아쳐.
- 1999년
  - 대한민국의 배우 정지소.
  - 대한민국의 배우 조유정.
  - 잉글랜드의 배우 대니얼 허틀스톤.
  - 헝가리의 펜싱 선수 코흐 마테.
- 2000년
  - 대한민국의 축구 선수 김태현.
  - 대한민국의 가수 태선.
- 2001년 - 대한민국의 가수 송윤주.
- 2002년 - 대한민국의 가수 민희 (X1).
- 2005년 - 일본의 아이돌 아타고 코코네.

### 미상
- 대한민국의 가수, 증권인 김광진.
- 일본의 가수 후우가 나오토.
- 대한민국의 가수, 영화배우 최이나.

## 사망
- 253년 - 금관가야의 제2대 왕 거등왕. (?~)
- 1665년 - 스페인의 왕 펠리페 4세. (1605년~)
- 1674년 - 조선의 제18대 국왕 현종. (1641년~)
- 1863년 - 프랑스의 낭만파 시인·소설가·극작가 알프레드 드 비니. (1797년~)
- 2015년
  - 독일의 축구 감독 데트마어 크라머. (1925년~)
  - 영국의 합창 지휘자, 오르간 연주자, 작곡가 데이비드 윌콕스. (1919년~)
- 2016년 - 미국의 배우, 가수 차미언 카. (1942년~)
- 2020년
  - 대한민국의 외교관 최성홍. (1938년~)
  - 미국의 소설가 윈스턴 그룸. (1943년~)
  - 미국의 소설가 테리 굿카인드. (1948년~)
- 2021년 - 알제리의 제7대 대통령 압델라지즈 부테플리카. (1937년~)
- 2022년
  - 대한민국의 싱어송라이터 박정운. (1962년~)
  - 네덜란드의 천문학자 마르턴 스밋. (1929년~)
- 2024년
  - 미국의 소설가 넬슨 드밀. (1943년~)
  - 미국의 싱어송라이터 J. D. 사우더. (1945년~)

## 기념일
- 한국 광복군 창설일: 대한민국
- 마켓가든 작전 기념일: 네덜란드
- 아고스티뉴 네투의 날(국가 영웅의 날): 앙골라
- 오징어 게임의 날.

## 같이 보기
- 전날: 9월 16일 다음날: 9월 18일 - 전달: 8월 17일 다음달: 10월 17일
- 음력: 9월 17일
- 모두 보기